# Cascavel (futebolista)
Guilherme Capra Bacinello, mais conhecido por Cascavel (Guimarães, 3 de Outubro de 1986), é um jogador luso-brasileiro que joga como avançado. Actualmente atua pelo FC Penafiel. É filho de um ex-jogador e ídolo do Vitória de Guimarães: Paulinho Cascavel.

## Carreira
Cascavel começou sua carreira futebolística no Vitória de Guimarães, clube que seu pai defendeu outrora. Não teve muitas oportunidades e passou por clubes menores, como União Torcatense, Bragança e Vila Meã, até ser contratado pelo Trofense. Ele teve poucas oportunidades na equipe principal, sendo emprestado duas vezes, ao Moreirense e ao Freamunde. Neste último Cascavel teve uma boa visibilidade. Atualmente atua no Penafiel.

## Vida pessoal
Guilherme nasceu em Portugal, quando seu pai Paulinho Cascavel jogava no Vitória de Guimarães, portanto têm dupla nacionalidade. Apesar disso, ele cresceu na cidade de Cascavel.